# Blazsetin István (író, 1941)
Blazsetin István (horvátul: Stipan Blažetin) (Hercegszántó, 1941. október 24. – Pécs, 2001. március 24.) magyarországi horvát irodalmár, pedagógiai író és a Vajdasági Horvát Irodalmárok tagja. Verseket, regényeket írt gyermekeknek is; összegyűjtötte a Mura-menti horvátok több kulturális értékeit.
Tótszerdahelyen élt és dolgozott. Tagja volt a Horvát Irodalmárok Társaságának. Több tankönyvet, hangoskönyvet is írt. Az egyik legismertebb gyermekversíró volt a magyarországi horvátok között. 

Fia Ifj. Blazsetin István. Mindkettőjüknek csak magyar nevet engedtek bevezetni az anyakönyvbe.